# 啄木鳥しんき
啄木鳥 しんき（きつつき しんき、1973年7月29日 - ）は、日本の女性漫画家。和歌山県出身。血液型はAB型。
OLをしながら同人活動などをして、また『Blaze&Blade Eternal Quest』 (T&E SOFT) のキャラクターデザインやシステムグラフィックなどを担当。
1998年、『月刊ファミ通ブロス』にてPSゲーム『テイルズ オブ デスティニー』（以下、TODと省略）のシナリオ・設定を大幅改変させた「テイルズ オブ デスティニー神の眼をめぐる野望」で漫画家「啄木鳥しんき」としてデビューを果たす。以後は、『ファミ通ブロス』や『コミックRUSH』などで連載を手がける一方、一迅社やエンターブレインで刊行されるアンソロジーコミックスにも参加している。

## 作品

### 雑誌連載
テイルズ オブ デスティニー 神の眼をめぐる野望
『ファミ通ブロス』連載、エンターブレイン刊、全6巻
啄木鳥しんき連載漫画のデビュー作でもある作品。前述にあるように、内容は完全にオリジナルストーリーに近いものとなっており、特にあるキャラの生死とラスボスが違っている。詳しくは、TODの登場キャラクターを参照。
彼女は本作を連載するに当たって、シナリオ、各キャラクターの設定変更から細かいラフ画などのイラストに至るまでのほとんどをナムコにチェック、許可を入れてもらい、連載に対しての協力を得ていた（続編であるTOD2発売は本作連載終了の約2年後）。
Colors（カラーズ）
『ファミ通ブロス』連載、エンターブレイン刊、全4巻
後述の『テイルズ オブ デスティニー神の眼をめぐる野望』の後継作として刊行されたオリジナルストーリー。海流の関係にて鎖国状態に近い島、「大島」より伝わる忌まわしき一族「金色髪の一族」と同じように金色の髪と不思議な力を持つ、心優しい少女キリカと、彼女を引き取った届け屋「ゆかり便」に勤めるユータ、セージをはじめとする数々のキャラクター達が織り成す物語。
2002年に『ファミ通ブロス』が急遽休刊したため打ち切りとなり、未完の作品で終わった。
流狼の旅
『コミックRUSH』連載、ジャイブ刊、全3巻
啄木鳥しんき連載漫画第3作目。とある街で起こった事件がきっかけで出会った狼人間のラーゲルトと、母親を亡くした銀髪の少女ククルゥとの旅路を描いた物語。『コミックRUSH』創刊号にて、2人が出会ったエピソードが読み切りとして刊行された。その後、連載が決定した際は読み切りから5年後の物語となっている。
物語自体は第3巻のあとがき漫画によると、作者が学生時代に考えたものであり、主要キャラクターの方も1994年の年賀はがきのイラストから誕生したらしい。
なお、タイトルの「流狼〜」は「浪」ではなく「狼」であり、主人公ラーゲルトのことを意味している。
おかあさんは単身赴任
『コミックRUSH』7月号（読み切り）
啄木鳥しんき初の現代版パラレルストーリー。
大阪から東京へ1人単身赴任をしている母親の代わりに、家の仕事を一切引き受けている中学3年生の女の子、香苗の家庭への不満やストレス、母親に対する葛藤などを描いた読み切り。
マニュアル（仮称。正式名称は不明）
「ディスクステーション」（単行本刊行は無し）
1989年にPC98用ソフト「ディスクステーション98」のマニュアルコーナーにて連載。内容の詳細は不明（そもそも本当に連載作品であったのかも不明）。
英雄伝説 零の軌跡 プレストーリー -審判の指環-
『電撃「マ）王』2010年7月号から10月号まで連載。
原作：日本ファルコム。同社のRPG〈英雄伝説 軌跡シリーズ〉をベースとした漫画オリジナル作品。

### オンラインコミック
英雄伝説 空の軌跡
『YOMBAN』で連載を開始し、後継サイトの『Webコミックゲッキン』連載。サイトの更新終了に伴い『バンダイビジュアル公式サイト』へ移籍。
日本ファルコムのゲーム『英雄伝説VI 空の軌跡』のオフィシャル漫画化作品。続編『英雄伝説 空の軌跡SC』が『ファミ通コミッククリア』にて連載、さらにその続編『英雄伝説 空の軌跡SC-絆の在り処』が『月刊ファルコムマガジン』にて連載。

### アンソロジー読み切り・挿絵
- イースオールスター + アンソロジーコミックス - 宙出版 （ピンナップポスター&読み切り）
- ヴィオラートのアトリエ アンソロジーコミックス - エンターブレイン （読み切り・挿絵）
- 学園ヘヴン中嶋編 アンソロジーコミックス - 宙出版 （読み切り、作画のみ制作）
- ギルティギア イグゼクス アンソロジーコミックス - 宙出版 （ピンナップポスター）
- ギルティギア イスカ アンソロジーコミックス - 宙出版 （表紙）
- 幻想水滸伝V アンソロジー - エンターブレイン刊、1巻 （挿絵）
- 幻想水滸伝V アンソロジー - エンターブレイン、2巻 （読み切り）
- サモンナイト3 アンソロジー 忘れられた島 - エンターブレイン （読み切り）
- サモンナイト3 アンソロジー クラフトソード物語 〜はじまりの石〜 - エンターブレイン （挿絵）
- サモンナイト4 アンソロジー - エンターブレイン （挿絵）
- 式神の城II アンソロジー - エンターブレイン、2巻 （挿絵）
- 第2次スーパーロボット大戦αアンソロジーコミックス - エンターブレイン、2巻 （挿絵）
- 新約 聖剣伝説 アンソロジー - エンターブレイン （挿絵）
- 戦国BASARA 4コマアンソロジーコミック - エンターブレイン （表紙）
- テイルズ オブ エターニア アンソロジーコミックス - エンターブレイン、1~2巻 （表紙）
- テイルズ オブ デスティニー 青の記憶 -「ファミ通文庫」 エンターブレイン （挿絵）
- テイルズ オブ デスティニー アンソロジーコミックス - エンターブレイン、1~3巻 （読み切り・挿絵）
- テイルズ オブ デスティニー2 アンソロジーコミックス - エンターブレイン、1~3巻 （読み切り・表紙）
- テイルズ オブ リバース アンソロジーコミックス - 一迅社 （表紙）
- テイルズ オブ リバース 4コマKINGS - 一迅社 （表紙）
- ベルウィックサーガ アンソロジー - エンターブレイン （挿絵）
- トレジャーシーカーS&M -「ファミ通文庫」エンターブレイン （挿絵）
- 転生學園 幻蒼録 アンソロジー - エンターブレイン （挿絵）
- 魔界戦記ディスガイア ジャイブアンソロジーコレクション - ジャイブ （表紙）
- ワイルドアームズアドヴァンスドサード アンソロジーコミックス - エンターブレイン 、2巻 （挿絵）

### キャラクターデザイン
ブレイズ&ブレイド Blaze&Blade 〜Eternal Quest〜（T&E SOFT、1998年1月29日）
この作品ではキャラクターデザインの他、システムグラフィックも担当している。
ブレイズ&ブレイド バスターズ Blaze&Blade Busters（T&E SOFT、1998年9月23日）
前作からデータコンバート可能な追加シナリオ。前作のものが使われているだけで、新規のデザインは行っていない。